# 女神異聞錄2
《女神異聞錄2》簡稱「P2」，是由Atlus制作和发行的角色扮演类游戏二部作，包含分別於1999年與2000年發行的《女神異聞錄2 罪》和《女神異聞錄2 罰》兩作，統稱為《女神異聞錄》系列的第二部本傳作品。

女神異聞錄2 图标

《女神異聞錄2 罪》反省前作的不足，在系統上簡單化，加入傳聞成真的「傳聞操作系統」。《女神異聞錄2 罪》的故事雖然完結，但亦留下謎題，在續編《女神異聞錄2 罰》中真正完結。《罪》以高中生為主要角色，《罰》以辦公室白領和刑警等社會人士為主要角色，而《女神異聞錄1》的人物亦會登場。《女神異聞錄1》《女神異聞錄2》合稱為「舊『女神異聞錄』三部曲」。
《女神異聞錄2 罪》與《女神異聞錄2 罰》分別於 2011 年 4 月 14 日、2012 年 5 月 17 日推出了在 PSP 上的重製版。2007年10月1日推出手提電話遊戲《女神異聞錄2 罪 LOST MEMORIES》。

## 登場人物
主條目：女神異聞錄Persona與女神異聞錄2系列角色列表

## 出版書籍

### 漫畫版
作者: 松枝尚嗣

### 小説版
- 上巻：2000年12月初版發行 ISBN 4-7575-0352-0
- 下巻：2000年12月初版發行 ISBN 4-7575-0447-0

- ：2001年3月15日初版發行 ISBN 4-8402-1701-7 / 新装版：2011年5月初版發行 ISBN 978-4048704267
- : 2001年3月初版發行 ISBN 4-8402-1702-5

2001年4月初版發行 ISBN 4-921066-86-8

## 外部連結
- （日語）ATLUS NET（页面存档备份，存于）
- （日語）PERSONA CHANNEL（页面存档备份，存于）
- （日語）《Persona 2 罪》官方網站（页面存档备份，存于）
- （日語）《Persona 2 罰》官方網站1
- （日語）《Persona 2 罰》官方網站2（页面存档备份，存于）